# 마투라 (졸업 시험)
마투라(Matura) 또는 번역된 용어(mature, matur, maturita, maturità, Maturität, maturité, mатура, érettségi)는 알바니아, 오스트리아, 보스니아 및 헤르체고비나, 불가리아, 크로아티아, 체코, 헝가리, 이탈리아, 코소보, 리히텐슈타인, 몬테네그로, 북마케도니아, 폴란드, 루마니아, 세르비아, 슬로바키아, 슬로베니아, 스위스 및 우크라이나를 포함한 다양한 유럽 국가에서 중등 학교 졸업 시험 또는 "성숙 졸업장"(maturity diploma)의 라틴어 이름이다.
이 시험은 중등 교육을 마친 청년(보통 17~20세)이 치르는 시험으로, 일반적으로 대학이나 기타 고등 교육 기관에 지원하기 위해 통과해야 한다. 마투라는 대학 입학 시험이며 A-레벨 시험, 아비투어 또는 바칼로레아와 비교할 수 있다.

## 오스트리아

### 새로운 중앙집권화된 마투라(Zentralmatura)
Zentralmatura (centralized Matura)
새로운 중앙집권화된 마투라(Zentralmatura)

## 이탈리아
이탈리아에서 이 시험은 일반적으로 (esame di) maturità("성숙 시험") 또는 esame di Stato("국가 시험")라고 불리지만, 공식 명칭은 esame di Stato conclusivo del corso di studio di istruzione secondaria superiore("고등 중등 교육 과정의 최종 국가 시험")이다. 이것은 중등 학교의 최종 시험으로, 학생들은 일반적으로 대학에 입학하기 위해 통과해야 한다.
고등학교는 졸업년도에 국가에서 실시하는 마투리타(maturità, 고등학교졸업자격시험)를 실시한다. 마투리타 합격자는 졸업시험 성적으로 전공과목 및 대학을 자유로이 선택한다. 단, 의과대학이나 치과대 등 일부 학부는 정원제로서 입학시험을 실시한다.
마투리타는 1997년까지 시행되었다. 현재는 이탈리아의 국가 시험(esame di Stato in Italia)을 보지만, 예전처럼 마투리타라고 부르는 경우가 많다.

## 스위스

### 고등학교 졸업장, 체육관 성숙도, 고등학교 졸업장
Gymnasiale Matura, Maturité gymnasiale, Maturità liceale
고등학교 졸업장, 체육관 성숙도, 고등학교 졸업장

### 전문가 졸업장 / 일반문화의 성숙 / 특수목적 고등학교 졸업장 / 특성화중학교
Fachmatura / Maturité de culture générale / Maturità specializzata / Maturita media spezialisada
전문가 졸업장 / 일반문화의 성숙 / 특수목적 고등학교 졸업장 / 특성화중학교

### 직업 학사 학위 / 전문적인 성숙도 / 전문적인 성숙도
Berufsmatura / Maturité professionelle / Maturità professionale
직업 학사 학위 / 전문적인 성숙도 / 전문적인 성숙도

## 같이 보기
- 이탈리아의 교육
- 대학 교육 학점
- 이탈리아의 학업 성적 평가
- 대학 입학 시험
- 이탈리아의 국가 시험